# راهبه‌ها
راهبه‌ها (نام علمی: Adelpha) نام یک سرده از زیرخانواده دریابدها است. پراکنش گونه‌های این سرده از جنوب ایالات متحده آمریکا و مکزیک تا آمریکای جنوبی است. گونه‌های این سرده با نام راهبه شناخته می‌شوند.